# 刘贤木
刘贤木（1946年—2012年10月26日），男，汉族，湖北仙桃市人，硕士学历，中共党员，中华人民共和国政治人物。

## 人物经历
刘贤木于1971年12月参加工作，并于次年6月加入中国共产党，1975年底步入政坛，开始在中共沔阳县委办公室工作。此后长期任职于沔阳县（仙桃市），先后出任中共仙桃市委副书记、市人民政府市长、仙桃市委书记。在仙桃任职期间，因主持脱贫工作政績突出，於1995年獲得中共中央組織部表彰為「全國優秀縣委書記」。仙桃市更于其任内的1994年升格为省直辖县级行政区（省直管县、副地级市）。
1995年9月，刘贤木离开家乡仙桃市，出任中共恩施州委书记，期间又因党务工作成绩优异，于1996年获评为“全国优秀党务工作者”。并主张扶贫攻坚必须从转变思想观念抓起，积极主持在恩施州发展各种产业。
2002年11月，不再担任中共恩施州委书记，转任湖北省工商行政管理局局长、党组书记。2006年，退居二线，转任湖北省第十届人大常委会预算工作委员会副主任，直到2008年换届离任。2012年因心脏病逝世。